# Debra Winger
Mary Debra Winger (Cleveland Heights (Ohio), 16 mei 1955) is een Amerikaans actrice. Ze werd in zowel 1983 (voor An Officer and a Gentleman), 1984 (voor Terms of Endearment) als 1994 (voor Shadowlands) genomineerd voor de Oscar voor beste vrouwelijke hoofdrol.

## Biografie
Winger is afkomstig uit een Joodse familie. Haar vader was distributeur van bevroren vleeswaren. Op jonge leeftijd verhuisde ze met haar familie naar Californië. Op haar vijftiende rondde ze de middelbare school af en ging ze naar Israël, waar ze drie maanden diende bij het Israëlische defensieleger.
Winger keerde al snel weer terug naar de Verenigde Staten. Ze ging criminologie en sociologie studeren aan de California State University - Northridge. Als bijbaantje werkte ze bij een plaatselijk pretpark. Op haar werk raakte ze betrokken bij een ernstig ongeluk, en moest enkele maanden in het ziekenhuis blijven. Op haar ziekbed kreeg ze de tijd om na te denken over het leven en besloot ze, mocht ze herstellen, zich te richten op een acteercarrière.

### Carrière
Ze begon haar acteercarrière in commercials en kleine televisierollen. Haar eerste grote rol was in 1976 in de televisieserie Wonder Woman, waarin ze Lynda Carters zusje Wonder Girl speelde. Datzelfde jaar maakte ze haar filmdebuut met de onbekende film Slumber Party '57. Haar eerste grote filmrol volgde in 1980, toen ze in Urban Cowboy de vrouw van John Travolta speelde. In 1982 speelde ze een van haar beroemdste rollen, tegenover Richard Gere in An Officer and a Gentleman. Voor haar rol in deze film werd ze genomineerd voor de Academy Award voor Beste Actrice. Tijdens de opnames van An Officer and a Gentleman maakte ze regelmatig ruzie met haar tegenspeler Richard Gere en de regisseur Taylor Hackford. Datzelfde jaar was ze tevens vervormd te horen als E.T. in de gelijknamige film van Steven Spielberg. Haar deelname aan de film werd niet vermeld op de aftiteling.
Haar reputatie als talentvol actrice met een moeizaam karakter op de set groeide het jaar daarop met de film Terms of Endearment (1983), over de gespannen relatie tussen een moeder en dochter. Tijdens de opnames van de film lag ze regelmatig in de clinch met Shirley MacLaine, die in de film haar moeder speelde. De film werd een groot commercieel succes en kreeg vijf Academy Awards, waaronder de Academy Award voor Beste Film. Winger werd opnieuw genomineerd voor een Academy Award, maar verloor hem aan MacLaine. Wel riep de National Society of Film Critics haar uit tot beste actrice van het jaar.
Na Terms volgde een periode van kwalitatief hoogstaande films, die slechts een klein publiek wisten te bereiken, als Mike's Murder (1984), Black Widow (1986) en Made in Heaven, waarin ze naast haar toenmalige echtgenoot Timothy Hutton een mannelijke engel speelde. In 1986 was ze naast Robert Redford en Daryl Hannah te zien in de komedie Legal Eagles. In de jaren negentig was ze onder andere te zien in The Sheltering Sky (1990), naast Steve Martin in Leap of Faith (1992) en met Billy Crystal in Forget Paris (1995). In 1993 was ze te zien in Shadowlands, waar ze haar derde Oscarnominatie voor kreeg.
Winger staat er om bekend dat ze verscheidene malen rollen heeft geweigerd of aan zich voorbij heeft laten gaan in films die achteraf commercieel of kwalitatief zeer succesvol bleken te zijn, zoals Kathleen Turners rol in Peggy Sue Got Married (1986), Holly Hunters rol in Broadcast News (1987), Susan Sarandons rol in Bull Durham (1988) en Geena Davis' rol in A League of Their Own (1993). De rol in Broadcast News moest ze weigeren omdat ze zwanger was, Peggy Sue Got Married en Bull Durham liet ze aan zich voorbijgaan vanwege langdurige rugklachten.
In 1995, op 40-jarige leeftijd, besloot Winger dat er voor haar geen goede filmrollen meer waren en verliet ze de filmindustrie om huisvrouw te worden. Dit inspireerde actrice Rosanna Arquette in 2001, toen Winger al zes jaar geen acteerrol meer had aangenomen, om een documentaire te maken over leeftijdsdiscriminatie in Hollywood, genaamd Searching for Debra Winger. Dat jaar keerde ze weer terug naar de film in Big Bad Love, geregisseerd door haar echtgenoot Arliss Howard. Ze was tevens co-producent van de film. In 2005 kreeg ze haar eerste Emmy Award-nominatie voor haar rol in de televisiefilm Dawn Anna.

### Privé-leven
Winger kreeg tijdens de opnames van Terms of Endearment een relatie met politicus Bob Kerrey, destijds gouverneur van Nebraska. Ze verliet hem voor Timothy Hutton, met wie ze van 1986 tot 1990 getrouwd was. Sinds 1996 is ze getrouwd met acteur Arliss Howard. Winger heeft twee zoons, Noah Hutton (geboren in 1987) en Babe Howard (geboren in 1997).

## Filmografie (selectie)
- Wonder Woman (televisieserie, 1976-1977)
- Slumber Party '57 (1976)
- Urban Cowboy (1980)
- Cannery Row (1982)
- An Officer and a Gentleman (1982)
- Terms of Endearment (1983)
- Mike's Murder (1984)
- Legal Eagles (1986)
- Black Widow (1987)
- Betrayed (1988)
- The Sheltering Sky (1990)
- Leap of Faith (1992)
- Shadowlands (1993)
- Forget Paris (1995)
- Big Bad Love (2001)
- Dawn Anna (televisiefilm, 2005)
- Sometimes in April (televisiefilm, 2005)